# اشکودا فابریا اس۲۰۰۰
اشکودا فابریا اس۲۰۰۰ یک خودرو مسابقه‌ای شرکت اشکودا ساخت جمهوری چک است که در سال ۲۰۰۹ میلادی عرضه گردید. این خودرو نوعی خودرو چهار چرخ متحرک می‌باشد.